# Eigenverantwortliches Arbeiten
Eigenverantwortliches Arbeiten (Akronym: EVA, alternativ Lernen lernen) ist eine Methode für den Schulunterricht, um bei Schülern bestimmte Schlüsselqualifikationen zu fördern, wie zum Beispiel Selbständigkeit, Methodenkompetenz, Kommunikationsfähigkeit, Teamfähigkeit, Kreativität, Eigeninitiative, Zielstrebigkeit, Verantwortungsbewusstsein. Die Methode, die zuletzt unter Pädagogen zunehmenden Zuspruch findet, wurde in den letzten Jahren von Heinz Klippert unter diesem Begriff systematisiert und vermarktet.
Sie bildet für den Unterricht an Grundschulen und im Sekundarbereich einen methodischen Gegenpol zu einem rein lehrerzentrierten Unterricht oder Frontalunterricht, bei dem alle maßgeblichen strukturierenden Elemente einer Stunde oder Unterrichtsphase von der Lehrperson vorgegeben werden.
Die oben genannten Schlüsselqualifikationen könnten nach Klippert jedoch nur schwer von Schülern erworben werden, wenn ausschließlich der Lehrer exzerpiere, strukturiere, interpretiere, analysiere, argumentiere, organisiere, Probleme löse oder den Unterricht in sonstiger Weise manage und dominiere.
Hochformen des EVA sind beispielsweise Projektarbeit, Stationenbetrieben oder Wochenplanunterricht. Um diese in den Lernprozess zu integrieren, sieht die Methode des EVA eine kleinschrittige Herangehensweise und ausführliche Einführungsphasen vor.
Die Intensivierung des eigenverantwortlichen Arbeitens und Lernens setzt voraus, dass Schüler über sogenannte tragfähige methodische Kompetenzen und Routinen verfügen. Man erhofft sich von dem Einsatz der Methode den Aufbau von persönlichem Lernerfolg und nachhaltiger Motivation.
Kritikpunkte waren in der Vergangenheit die scheinbare Verlangsamung des Unterrichtsgeschehens und die Sorge, dass schwächere Schüler von der im EVA scheinbar fehlenden Anleitung überfordert sein könnten, wenn zum Beispiel Sockelqualifikationen als Voraussetzung von EVA nicht zuverlässig eingeführt sind.
Da EVA sein Hauptgewicht im Lernprozess vom reinen Fachwissen in Richtung der (fachlichen) Kompetenzen eines Schülers hin verlagert, fordert die Methode eine gründliche Einführung von Basiskompetenzen wie gängigen Lern- und Arbeitstechniken (Markieren, Exzerpieren, Strukturieren und Visualisieren). Auch grundlegende Argumentations- und Kommunikationstechniken und die systematische Kultivierung von Teamfähigkeit müssen gelernt, geübt und im Regelunterricht ständig gepflegt werden. Erst diese Sockelqualifikationen (Methodentraining, Kommunikationstraining und Teamentwicklung) bilden ein solides Fundament für EVA.
Für die Tätigkeit des Lehrers bringt die Methode des EVA eine gravierende Veränderung des bislang in Deutschland vorherrschenden Rollenverständnisses mit sich.
Er ist nicht mehr der Initiator und der alleinige Instrukteur, sondern mehr Moderator, Berater und Arrangeur.
Das eigenverantwortliche Arbeiten und Lernen ist gekennzeichnet durch einen klaren Lehrplan- und Themenbezug sowie durch intensive Vertiefung einzelner Themenkomplexe. Hierdurch sollen nachhaltig inhaltliche und methodische Kompetenzen aufgebaut werden. Der Begriff Lernspirale soll dieses "eindringliche" Lernen belegen.